# Ossaea pauciflora
Ossaea pauciflora är en tvåhjärtbladig växtart som först beskrevs av Charles Victor Naudin, och fick sitt nu gällande namn av Ignatz Urban. Ossaea pauciflora ingår i släktet Ossaea och familjen Melastomataceae. Utöver nominatformen finns också underarten O. p. parvifolia.